# Saint-Symphorien (Lozère)
Saint-Symphorien è stato un comune francese di 251 abitanti situato nel dipartimento della Lozère nella regione dell'Occitania. Il 1º gennaio 2019 si è fuso con Chambon-le-Château per formare il nuovo comune di Bel-Air-Val-d'Ance.

## Storia

### Simboli
Lo stemma è stato adottato il 23 novembre 2011.

## Società

### Evoluzione demografica
Abitanti censiti